# Bezirk Kolbuszów
Bezirk Kolbuszów – dawny powiat (Bezirk) kraju koronnego Królestwo Galicji i Lodomerii, funkcjonujący w latach 1854–1867. Siedzibą starostwa było miasteczko Kolbuszów (Kolbuszowa).

## Historia
Bezirk Kolbuszów utworzono w ramach reformy uwłaszczeniowej z okresu Wiosny Ludów (1848–1849), która likwidowała jurysdykcję właściciela ziemskiego nad poddanymi. W Galicji, dominium – jako podstawowa jednostka administracyjna i filar systemu feudalnego straciło rację bytu. Konieczne stało się zatem wprowadzenie nowego systemu administracyjnego, którego zręby powstały w latach 1851–1855. Nowy trójstopniowy podział administracyjny objął 21 cyrkułów (niem. Kreise), 179 małych powiatów (niem. Bezirke) i ponad 6000 gmin (niem. Gemeinde). 
Bezirk Kolbuszów objął obszar o wielkości 9,2 mil², zamieszkany przez 25.042 ludzi i podzielony na 42 gminy katastralne, w tym dwa miasteczka (Kolbuszów i Rzochów). Wszedł w skład cyrkułu tarnowskiego, jako jeden z jego dziesięciu powiatów.
Po nadaniu Galicji autonomii oraz powołaniu samorządu gminnego i powiatowego w 1865 zlikwidowano cyrkuły (Kreise). Dotychczasowe małe powiaty (Bezirke) w liczbie 179, utrzymały się do 1867 roku, kiedy to w następstwie kolejnej reformy administracyjnej (23 stycznia 1867) zostały zastąpione przez 74 większych powiatów. Obszar zniesionego Bezirk Kolbuszów wszedł wtedy w skład nowych powiatów kolbuszowskiego, mieleckiego i ropczyckiego (vide podział w tabeli poniżej). 19 czerwca 1867, 10 stycznia 1869 i 1 sierpnia 1878 zmieniono częściowo granice tych powiatów.

## Podział administracyjny (1854)
| Lp. | Gmina jednostkowa                  | Powierzchnia | Ludność | Powiat w 1867 po zniesieniu |
| --- | ---------------------------------- | ------------ | ------- | --------------------------- |
| 1   | Kolbuszów (m)                      | 1435         | 1501    | kolbuszowski                |
| 2   | Kolbuszowa Dolna                   | 1575         | 922     | kolbuszowski                |
| 3   | Kolbuszowa Górna                   | 3745         | 1250    | kolbuszowski                |
| 4   | Mechowiec                          | 1045         | 542     | kolbuszowski                |
| 5   | Nowa Wieś                          | 2000         | 523     | kolbuszowski                |
| 6   | Poręby (Dymarskie), Ruda i Dymarka | 3725         | 732     | kolbuszowski                |
| 7   | Siedlanka                          | 950          | 323     | mielecki                    |
| 8   | Świerczów                          | 1230         | 277     | kolbuszowski                |
| 9   | Zarębki                            | 710          | 409     | kolbuszowski                |
| 10  | Bukowiec                           | 510          | 305     | kolbuszowski                |
| 11  | Dubas                              | 555          | 131     | kolbuszowski                |
| 12  | Hadykówka                          | 860          | 433     | kolbuszowski                |
| 13  | Ostrów (ad Baranów)                | 2955         | 710     | mielecki                    |
| 14  | Cmolas                             | 5610         | 1848    | kolbuszowski                |
| 15  | Leszcze                            | 1110         | 332     | ropczycki                   |
| 16  | Boreczek                           | 890          | 361     | ropczycki                   |
| 17  | Brzezówka                          | 1315         | 110     | kolbuszowski                |
| 18  | Domatkowska Wola                   | 1315         | 244     | kolbuszowski                |
| 19  | Zapole                             | 1315         | 178     | ropczycki                   |
| 20  | Hucisko                            | 1605         | 344     | ropczycki                   |
| 21  | Poręby (Huciskie)                  | 1605         | 278     | ropczycki                   |
| 22  | Kamionka                           | 3660         | 838     | ropczycki                   |
| 23  | Ruda                               | 1315         | 323     | ropczycki                   |
| 24  | Huta                               | 875          | 355     | ropczycki                   |
| 25  | Niwiska                            | 3730         | 891     | ropczycki                   |
| 26  | Ocieka z Wolą i Sadykierzem        | 5095         | 1157    | ropczycki                   |
| 27  | Przedbórz                          | 2390         | 669     | kolbuszowski                |
| 28  | Przyłęk i Hucina                   | 5130         | 893     | mielecki                    |
| 29  | Białybór i Blizna z Łużem i Rudą   | 4100         | 923     | ropczycki                   |
| 30  | Dobrynin                           | 2337         | 437     | mielecki                    |
| 31  | Rzemień                            | 4783         | 180     | mielecki                    |
| 32  | Rzochów (m)                        | 527          | 667     | mielecki                    |
| 33  | Trześń                             | 1300         | 298     | ropczycki                   |
| 34  | Tuszyma                            | 2300         | 596     | ropczycki                   |
| 35  | Jagodnik                           | 860          | 324     | mielecki                    |
| 36  | Kosowy                             | 1605         | 529     | mielecki                    |
| 37  | Trzęsówka                          | 2565         | 909     | mielecki                    |
| 38  | Ostrów (ad Tuszów)                 | 8230         | 1239    | mielecki                    |
| 39  | Cierpisz                           | 1220         | 290     | ropczycki                   |
| 40  | Czarna                             | 5635         | 1275    | ropczycki                   |
| 41  | Domatków                           | 830          | 296     | kolbuszowski                |
| 42  | Żdżary                             | 895          | 203     | ropczycki                   |

Objaśnienie:
(M) = miasto; (m) = miasteczko